# Дудина, Кристина Алексеевна
Кристина Алексеевна Дудина (род. 10 июля 2004, Екатеринбург, Россия) — российская дзюдоистка и самбистка, чемпионка Европы по дзюдо. член сборной России; мастер спорта России международного класса по дзюдо (2024), мастер спорта России самбо (2022).

## Карьера
Кристина Дудина ранее занималась самбо; успешно выступала на юниорских соревнованиях, став три раза подряд чемпионкой России и мира среди девушек в 2020, 2021 и 2022 году.
В августе 2022 года выступала на первом взрослом турнире Спартакиаде сильнейших, где выиграла золотую медаль в соревнованиях по дзюдо весовой категории до 48 кг, победив в финальной схватке более опытную Сабину Гилязову. Осенью 2022 года стала чемпионкой Европы и чемпионкой мира среди юниорок по самбо в весовой категории до 50 кг.
В июне 2023 года впервые выступила в своей карьере на этапе международного турнира «Большого шлема» по дзюдо в Астане (Казахстан), на котором Кристина завоевала бронзовую медаль, победив в малом финале спортсменку из Казахстана Галию Тынбаеву. В октябре 2023 года завоевала бронзовую медаль на первенстве мира среди юниоров в Португалии. В начале ноября 2023 года участвовала на своём первом в карьере чемпионате Европы по дзюдо, где в первом раунде в категории до 48 кг победила дзюдоистку из Турции Мерве Азак, а втором раунде проиграла спортсменке из Испании Лауре Мартинес и выбыла из борьбы за медали.
В апреле 2024 года на чемпионате Европы по дзюдо , который прошёл в Загребе, в весовой категории до 48 кг Кристина Дудина завоевала золотую медаль, победив в финале француженку Бландин Пон. В октябре 2024 года снова выиграла бронзовую медаль первенства мира среди юниоров в Душанбе. 8 октября 2024 года ей было присвоено звание мастер спорта России международного класса.

## Достижения и звания
- 2022 Всероссийская спартакиада — ;
- 2023 Первенство России до 23 лет — ;
- 2023 Большой Шлем (Астана, Казахстан) — ;
- 2023, 2024 Первенство мира среди юниоров — ;
- 2024 Чемпионат Европы по дзюдо — ;